# بارنابي جويس
بارنابي جويس هو سياسي أسترالي ونيوزيلندي، ولد في 17 أبريل 1967 في تامورث في أستراليا. نشط حزبياً في الحزب الوطني الأسترالي والحزب الوطني الليبرالي في كوينزلاند.

## مناصب
- انتخب نائب رئيس وزراء أستراليا [الإنجليزية]‏ (6 ديسمبر 2017 – 26 فبراير 2018).
- انتخب عضو مجلس النواب الأسترالي ‏ عن دائرة نيو إنجلند [الإنجليزية]‏ وقد انضم خلال فترته النيابية (2 ديسمبر 2017 – ) للكتلة البرلمانية كتلة الائتلاف [الإنجليزية]‏.
- انتخب نائب رئيس وزراء أستراليا [الإنجليزية]‏ (18 فبراير 2016 – 27 أكتوبر 2017).
- انتخب عضو مجلس النواب الأسترالي ‏ عن دائرة نيو إنجلند [الإنجليزية]‏ وقد انضم خلال فترته النيابية (7 سبتمبر 2013 – 27 أكتوبر 2017) للكتلة البرلمانية كتلة الائتلاف [الإنجليزية]‏.
- انتخب عضو مجلس الشيوخ الأسترالي [الإنجليزية]‏ عن دائرة كوينزلاند ‏ وقد انضم خلال فترته النيابية (1 يوليو 2005 – 8 أغسطس 2013) للكتلة البرلمانية كتلة الائتلاف [الإنجليزية]‏.